# مارتین انن
مارتین انن (انگلیسی: Martin Annen؛ زادهٔ ۱۲ فوریهٔ ۱۹۷۴) از برندگان مدال‌های بازی‌های المپیک زمستانی ۲۰۰۶ اهل سوئیس است.